# IRAF

Logo de IRAF

IRAF es el acrónimo de Image Reduction and Analysis Facility, o Utilidad de Análisis y Reducción de Datos. Consiste en una gran colección de software escrito por astrónomos y programadores mantenida por el Observatorio Nacional de Astronomía Óptica (NOAO), en Estados Unidos, enfocado a la reducción de imágenes astronómicas en arrays de píxeles, es decir, datos tomados de detectores de imágenes.

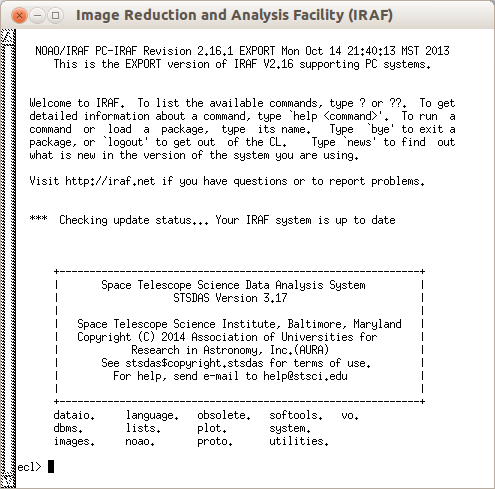

El equivalente europeo a IRAF se llama MIDAS, desarrollado por la ESO. 
Como la mayoría del software astronómico, está disponible para la mayor parte de sistemas operativos, incluso para Microsoft Windows XP, para el cual es necesario primero instalar cygwin y posteriormente instalar la versión de IRAF para Microsoft Windows XP.
Los datos tomados con detectores en array en telescopios de plato único son analizados generalmente con IRAF, mientras que AIPS o miriad son usados para datos tomados usando arrays de síntesis de apertura.